# Tomislav (пиво)
Tomislav (Томислав) — темне пиво низового бродіння, що виробляється у Хорватії Загребською броварнею, яка належать до активів міжнародної пивоварної корпорації StarBev. Найміцніше пиво серед усіх сортів, що промислово виробляються у Хорватії, та найпопулярніше спеціальне пиво країни.

## Історія
Незвичне для пивоварних традицій Хорватії міцне темне пиво було вперше зварене Загребською броварнею 1925 року з нагоди святкування тисячоріччя коронування першого хорватського короля Томислава і було назване на честь цього монарха.
З 1994 року входило до продуктового портфелю міжнародної пивоварної корпорації Interbrew, яка після низки злиттів і поглинань, утворила міжнародного пивоварного гіганта Anheuser-Busch InBev. У грудні 2009 року пивні активи Anheuser-Busch InBev у країнах центральної Європи, включаючи Хорватію, придбав інвестиційний фонд CVC Capital Partners. На сьогодні торговельна марка Tomislav входить до переліку брендів створеної фондом корпорації StarBev.

## Характеристика
Наразі залишається єдиним пивом, що промислово виробляється у Хорватії із застосуванням обсмаженого солоду, який надає напою характерного карамельного смаку. Маючи вміст алкоголю на рівні 7,3 % та густину 18 %, Tomislav є найміцнішим та найщільнішим пивом Хорватії.
Виробник не визначає належність напою до того чи іншого виду пива, тож залежно від джерела Tomislav може бути віднесений до різних видів темного пива. Зазвичай зараховується до портерів або темних євро-лагерів.